# Fère-Champenoise
Fère-Champenoise település Franciaországban, Marne megyében. Lakosainak száma 2181 fő (2022. január 1.). Fère-Champenoise Val-des-Marais, Bannes, Clamanges, Connantray-Vaurefroy, Connantre, Corroy, Écury-le-Repos, Euvy, Lenharrée és Soudron községekkel határos.

## Népesség
A település népességének változása:
| Lakosok száma | 2162 | 2518 | 2362 | 2311 | 2258 | 2189 | 2145 | 2162 | 2171 | 2181 |
|               | 1968 | 1982 | 1990 | 2006 | 2013 | 2015 | 2017 | 2019 | 2020 | 2022 |